# Le Guédeniau
Le Guédeniau era una comuna francesa situada en el departamento de Maine y Loira, de la región de Países del Loira, que el 1 de enero de 2016 pasó a ser una comuna delegada de la comuna nueva de Baugé-en-Anjou al fusionarse con las comunas de Baugé, Bocé, Chartrené, Cheviré-le-Rouge, Clefs, Cuon, Échemiré, Fougeré, Le Vieil-Baugé, Montpollin, Pontigné, Saint-Martin-d'Arce, Saint-Quentin-lès-Beaurepaire y Vaulandry.
Hasta el 11 de julio de 2010 se llamó  Le Guédéniau.

## Demografía
| Gráfica de evolución demográfica de Le Guédeniau entre 1800 y 2012 |
|                                                                    |

Los datos demográficos contemplados en este gráfico de la comuna de Le Guédeniau se han cogido de 1800 a 1999 de la página francesa EHESS/Cassini, y los demás datos de la página del INSEE.